# Giant
Giant er en taiwanesisk producent af cykler og cykeldele. Firmaet blev grundlagt i 1972, og har hovedkvarter i Dajia.